# Maestro E.S.
Il Maestro E.S. (circa 1420 – circa 1468) è stato un incisore e orafo tedesco del periodo tardo gotico.

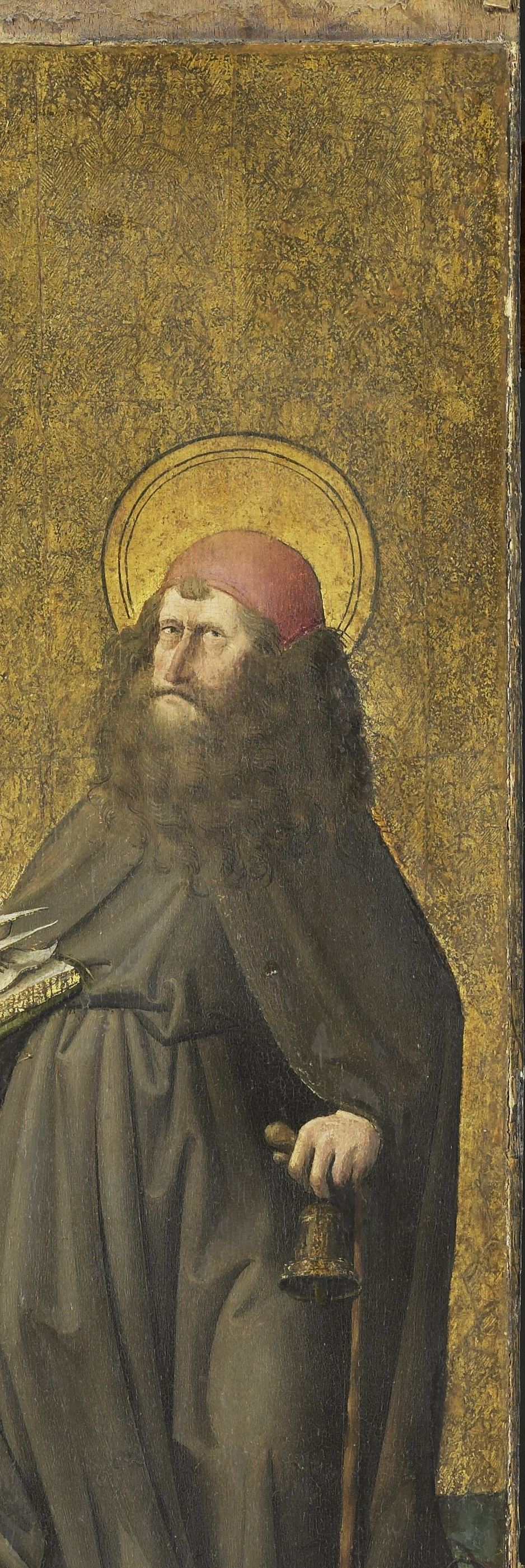
Sant'Antonio abate, Rijksmuseum, Amsterdam

Era un tempo conosciuto anche come Maestro del 1466 ed è tuttora noto solo per il monogramma E.S. presente sulle sue ultime opere, datate dal 1466 al 1467; tutti gli sforzi per identificarlo sono, sino ad oggi, falliti. Considerato in generale originario della regione del lago di Costanza, probabilmente nacque intorno al 1420 in un grande centro quale Strasburgo o Basilea o Costanza e morì nel 1467 o nel 1468. Con il Maestro delle Carte da gioco, il Maestro del Libro di Casa e Martin Schongauer, è considerato una delle personalità artistiche più importanti nell'incisione a bulino della metà del XV secolo in Germania.  La sua formazione è debitrice del linguaggio di K. Witz e di Nicolaus Gerhaerts ma con inflessioni locali; la composizione della Grande Vergine di Einsiedeln deve molto all'affresco della Tomba di Ottone III nel duomo di Costanza, dove è presumibile che il Maestro risiedesse, forse nel 1465 o 1466, mentre altre sue incisioni traducono tipologie fisionomiche e compositive dei grandi maestri fiamminghi come Rogier o il Maestro di Flémalle e anche dei coevi pittori alsaziani come J. Haller o Insemann. Tutto questo indica l'articolata varietà delle fonti a cui il duttile artista seppe attingere ma mostra anche, nel prolifico e creativo dispiegarsi della sua attività grafica, come egli interpretasse e spesso ricreasse temi e motivi con personale inventiva. Le sue immagini seguono la linea ondulata del disegno gotico, con una forte impressione angolosa e nervosamente elegante, mentre il decorativismo delle arabescature, sotteso alle straordinarie capacità tecniche del suo bulino, sembra a volte commentare capricciosamente le sue seducenti immagini.